# جوآن بویار
جوآن فی بویار (به انگلیسی: Joan Boyar) (متولد ۱۸ آوریل ۱۹۵۵) یک دانشمند رایانه آمریکایی و دانمارکی است که علایق تحقیقاتی او شامل الگوریتم‌های آنلاین، رمزنگاری و پیچیدگی محاسباتی توابع بولی مورد استفاده در رمزنگاری است. او استاد گروه ریاضیات و علوم رایانه در دانشگاه جنوب دانمارک است.

## دوران اولیه زندگی و تحصیل
بویار در ۱۸ آوریل ۱۹۵۵ در شیکاگو به دنیا آمد و در رشته ریاضیات در دانشگاه شیکاگو تحصیل کرد و در سال ۱۹۷۷ فارغ‌التحصیل شد. او برای تحصیلات تکمیلی در رشته علوم رایانه به دانشگاه کالیفرنیا، برکلی رفت و در سال ۱۹۸۱ مدرک کارشناسی ارشد گرفت و در سال ۱۹۸۳ دکترای خود را به پایان رساند. پایان‌نامه دکترای او با عنوان استنتاج توالی‌های تولید شده توسط اعداد شبه تصادفی تحت نظارت مانوئل بلوم تنظیم و نوشته شد.

## شغل و زندگی بعدی
بویار پس از اتمام دکترای خود، در سال ۱۹۸۳ به عنوان استادیار علوم رایانه به دانشگاه شیکاگو بازگشت. دانش‌آموزان او در آنجا شامل دانشمند دانمارکی کامپیوتر کارستن لوند بودند که به‌طور مشترک با لنس فورتنو و لازلو بابای مشاوره می‌کردند.
از سال ۱۹۸۹ تا ۱۹۹۲، بویار یک رشته از موقعیت‌های کوتاه‌مدت و بازدیدکننده را در دانشگاه آرهوس دانمارک، دانشگاه لویولا شیکاگو، و دانشگاه اودنسه در دانمارک آغاز کرد، و سپس از سال ۱۹۹۲ به عنوان استادیار در دانشگاه جنوب دانمارک مشغول کار شد. او در سال ۲۰۱۷ به استادی کامل ارتقا یافت. او با کیم اسکاک لارسن، استاد علوم رایانه در دانشگاه جنوب دانمارک، ازدواج کرده و یک شهروند دانمارکی شد.